# Pablo Serrano

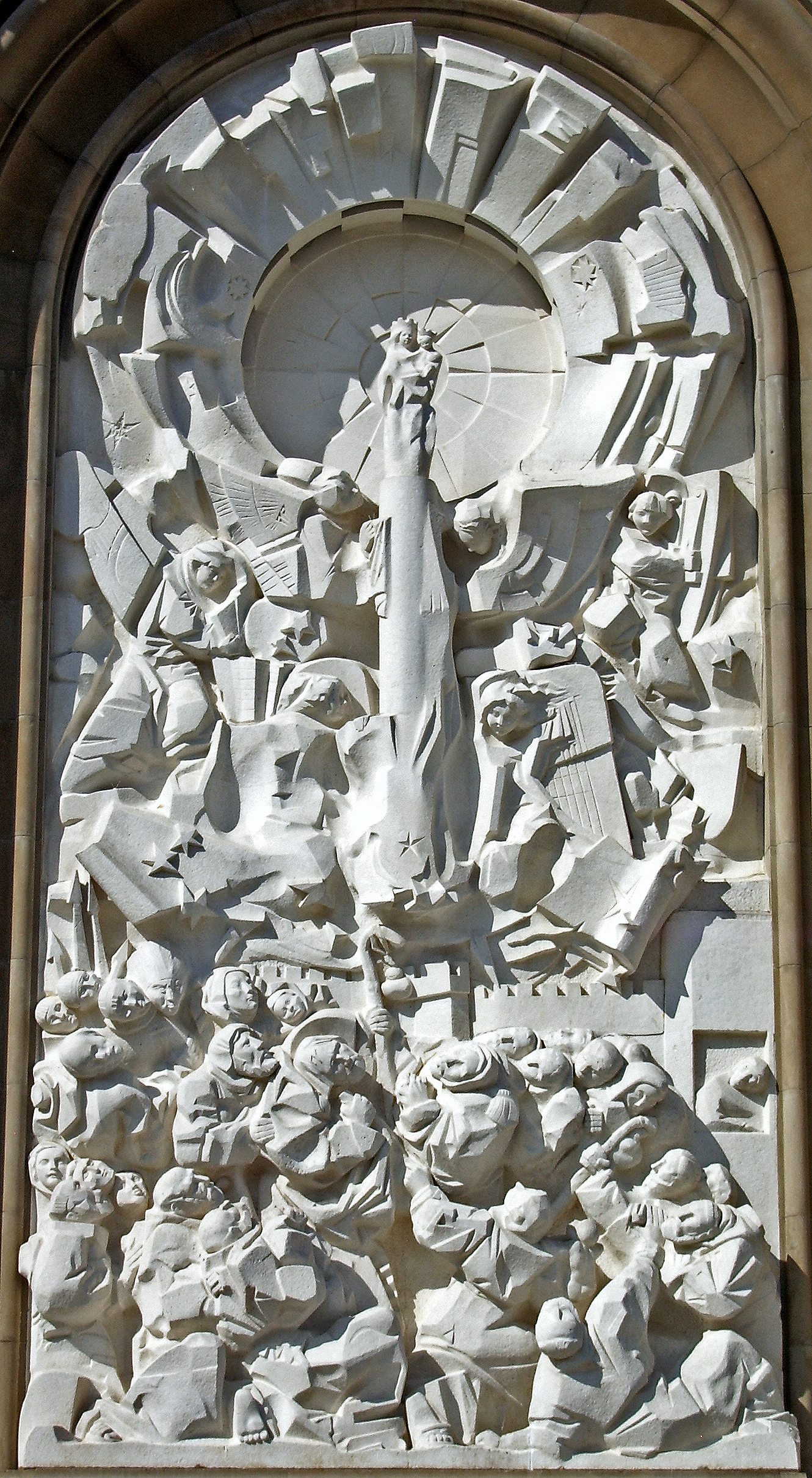
Venida de la Virgen, Zaragoza, 1969.

Pablo Serrano Aguilar (Crivillén, Teruel, 1908 – Madri, 1985) foi um escultor espanhol, considerado um dos mais importantes artistas do Século XX em seu país.

## Biografia
"Minha obra é um compêndio de conceitos, símbolos e mensagens nos que tenho virado minha alma. Tenho querido transmitir o entendimento e a não violência pelo caminho da criação".
Aguilar nasceu em 10 de fevereiro de 1908, estudou primeiro em Zaragoza e depois em Barcelona, onde aprendeu escultura até sua marcha, no ano de 1929, à Argentina. Entre este país e a cidade de Montevidéu (Uruguai), passou 25 anos realizando esculturas, entre as que podemos destacar sua série, Os touros, conseguindo uma pureza de formas similar à de Constantin Brâncuși. Neste período iniciou sua amizade com os artistas Lucio Fontana e Joaquín Torres García.
Nos anos 1944, 1951 e 1954, obteve o Primeiro Prêmio Nacional do Salão de Belas Artes de Montevidéu, sendo já o escultor mais reconhecido do Uruguai e uma referência na América do Sul, onde atualmente se podem contemplar esculturas públicas de Serrano em países como Argentina, Uruguai, Chile, Porto Rico e México. Regressou a Espanha logo após obter o Grande Prêmio na Bienal de Montevidéu de 1955, conseguindo também, nesse mesmo ano, o Grande Prêmio de Escultura na Bienal Hispano-Americana de Barcelona. Fundou o Grupo "O Passo" no ano 1957 junto a artistas como Antônio Saura, Manolo Milhares,  Rafael Canogar e Juana Francês. "O Passo" converteu-se no movimento de vanguarda que introduziu a arte abstrata na península, revitalizando o mundo artístico espanhol do pós-guerra.
Criou numerosas esculturas. Em 1957, expôs individualmente, no Ateneo de Madri, interpretações expressionistas que captavam magistralmente o que o próprio Serrano denominava rosto metafísico e abstratas ferros encontrados e soldados, reinventando a tradição da forja que iniciou Julio González. Posteriormente, inicia sua série "Queima do objeto" utilizando o fogo como destruição e, simultaneamente, criação de uma nova ordem; estas inovadoras e radicais experiências sobre o volume vazio em relação com as teorias de Martin Heidegger realiza-las em cidades como Milão, Berlim ou no MOMA de Nova York. Muito valorizados pela crítica também são os Ritmos no Espaço, esculturas móveis que gravitam com grande elegância, desprovidas quase por completo de volume. Expõe nos principais museus da Europa e América convertendo-se em um dos artistas mais influentes da segunda metade do século XX.
Sua consolidada fama permite-lhe ser selecionado para participar na exposição New Spanish Painting and Sculpture, com itinerância de dois anos entre o MOMA de Nova York, e outros museus norte-americanos como o de Washington, Chicago ou New Hampshire. Em 1961, recebe o Prêmio Julio González no Salão de Maio de Barcelona e um ano depois apresenta no Pavilhão Espanhol da XXXI Bienal de Veneza, 23 obras baixo o título Abóbadas para o homem, conseguindo um grande sucesso de crítica. Em 1964, realiza a série "Os Fajaditos", seres amordaçados e anulados, metáfora em resposta à campanha franquista dos 25 anos de Paz e emparentados com os Artefatos de seu amigo Manolo Milhares.

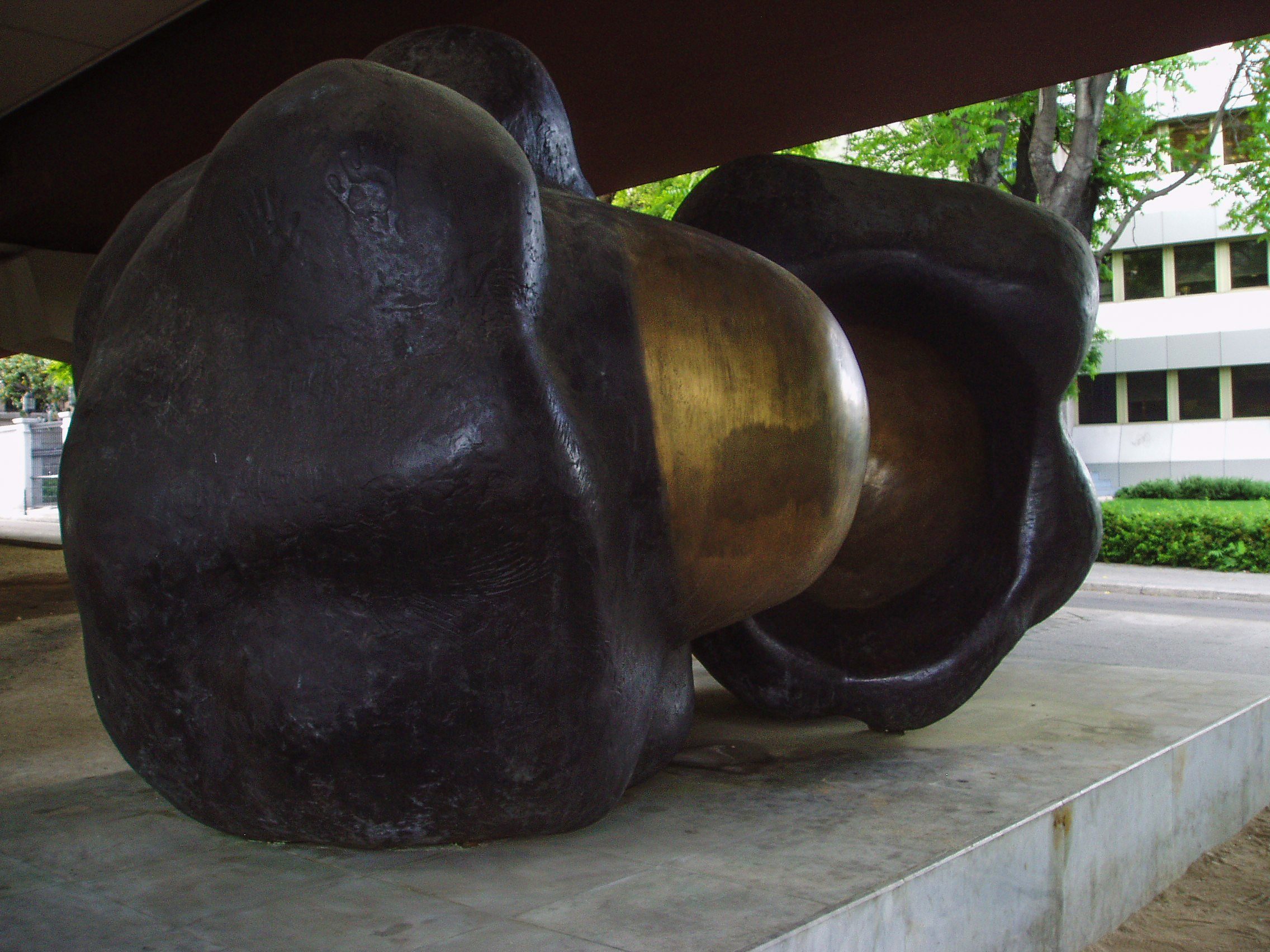
Unidades-yunta, Madrid, 1972.

Exibe em 1967 seus Homens com Porta no Museu Guggenheim de Nova York que adquire um exemplar para seus fundos. Em 1973 o Museu Espanhol de Arte Contemporâneo, atual Museu Nacional Centro de Arte Reina Sofía, dedica-lhe uma exposição antológica, e no mesmo ano Pablo Serrano expõe no Museu Nacional de Arte Moderno da Villa de Paris, cidade na qual possuía um estudo que tinha anteriormente pertencido ao também escultor Alberto Giacometti. Em setembro de 1975 retira sua obra da exposição Telecom 75 em Genebra como protesto pelos últimos fuzilamentos franquistas. Expõe sua série O Pão na Galería Darthea Speyer de Paris em 1979, no mesmo ano no que Joaquín Costumar Serrano lhe entrevista em seu programa A Fundo de TVE. Em um ano mais tarde dedica-lhe uma exposição antológica na Fundação Gulbenkian de Lisboa na que Serrano realiza um happening com uma Queima do objeto noturna. No ano 1982 concede-lhe o Prêmio Príncipe das Astúrias das Artes pela transcendência universal de sua obra. Nesse mesmo ano, expõe em Moscou e no Museu do Ermitage de Leningrado, sendo até o momento o único artista espanhol ao que se lhe dedica uma exposição individual em dito museu.
Nos meses de setembro, outubro e novembro do ano 1985, expõe no Museu Guggenheim de Nova York sua série "Divertimentos com Picasso, a Guitarra e o Cubismo". Morre no dia 26 de novembro de 1985, em Madri, cedendo parte de suas obras ao Museu Pablo Serrano de Zaragoza, responsável por pesquisar, exibir e difundir o legado do artista. Seus herdeiros Pablo B. Serrano (filho) e Valeria Serrano Spadoni (neta) confirmam esta doação. Depois de sua morte, o interesse por sua figura aumenta e seguem-se sucedendo inumeráveis exposições de sua obra em cidades como Estrasburgo, Roma, Buenos Aires, Brasília, Santiago de Chile, Rabat, Valencia, Madri, Barcelona... Paralelamente, elabora-se o Catálogo razonado de sua obra escultórica que tem prevista sua publicação no ano 2010.
Possuem obras suas, o Museu de Arte Moderno de Nova York (MOMA), o Museu do Ermitage de Leningrado, o Centro George Pompidou de Paris, o Museu de Arte Contemporâneo da Villa de Paris, o Museu Guggenheim de Nova York, a Fundação Gulbenkian de Lisboa, o Middelheim de Amberes, o Museu Vaticano, o Museu Nacional Centro de Arte Reina Sofía, etc.

## Reconhecimentos

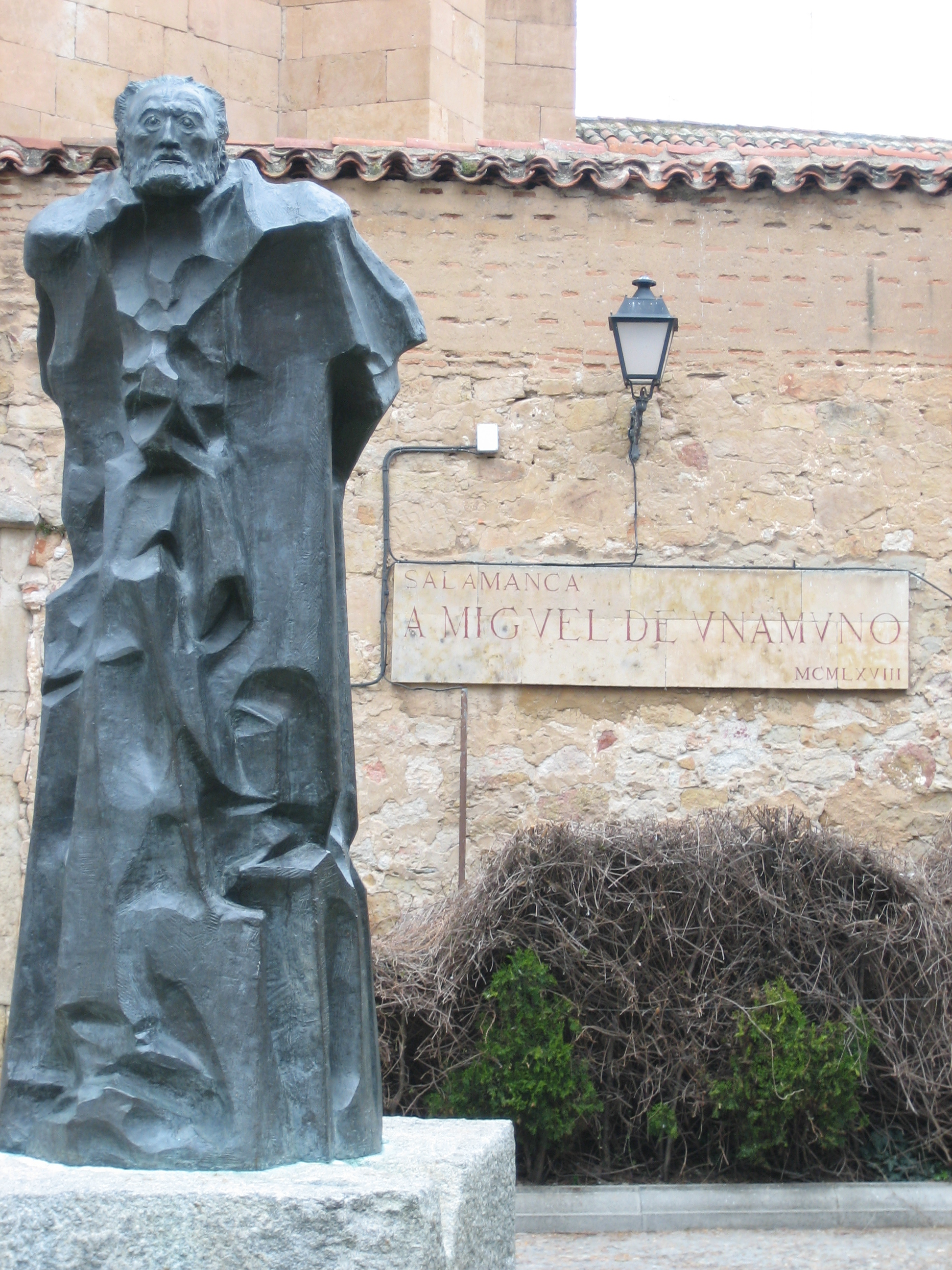
Escultura de Unamuno en Salamanca, 1968.

- Em 1967,é eleito membro da Societé Européenne de Culture em Veneza.
- Em 1969, é nomeado membro da Real Academia de Flandes (Bélgica).
- Em 1977, Caballero das Artes e as Letras pelo Ministério de Cultura da França.
- Em 1980, recebe a Medalha de Ouro ao Mérito nas Belas Artes, assim mesmo é nomeado membro da Real Academia de Belas Artes de San Fernando em Madri.
- Em 1982, é concedido o Prêmio Príncipe das Astúrias das Artes.

## Museus

### América
MOMA Museu de Arte Moderno de Nova York, EE. UU. 
Museu Guggenheim de Nova York, EE. UU. 
Hirshhorn Museum and Sculpture Garden, Washington D.C., EE. UU. 
Brown University Providence, Rhode Island, EE. UU. 
Wadsworth Atheneum Hartford, Connecticut, EE. UU. 
Clear Lake City University, Houston, Texas, EE. UU. 
Indianapolis Museum of Art 'IMA', Indianápolis, Indiana, EE. UU. 
Virginia Museum of Fine Arts, Richmond, Virginia, EE. UU. 
Museu de Belas Artes, Montevideo, Uruguai 
Museu de Arte de Ponce, Porto Rico 
Museu de Rio Pedras, Porto Rico

### Europa
Museu do Ermitage, San Petersburgo, Rússia 
Pushkin Museum, Moscovo, Rússia 
Centre Pompidou, Paris, França 
Musée National d'Art Moderne da Ville de Paris, Paris, França 
Museus Vaticanos, Cidade do Vaticano 
Galleria Nazionale d' Arte Moderna, Roma, Itália 
Galleria d'Arte Moderna, Veneza, Itália 
Museu de Henraux, Querceta, Lucca, Itália 
Kunstmuseum Winterthur, Winterthur, Suíça 
Museu de Leverkusen, Leverkusen, Alemanha 
Stedelijk Museum, Ámsterdam, Países Baixos 
Middelheim Museum, Amberes, Bélgica 
Galeria Nacional de Budapeste, Hungria 
Fundação Gulbenkian, Lisboa, Portugal 
Gallerie Marlborough, Londres, Reino Unido 

### Espanha

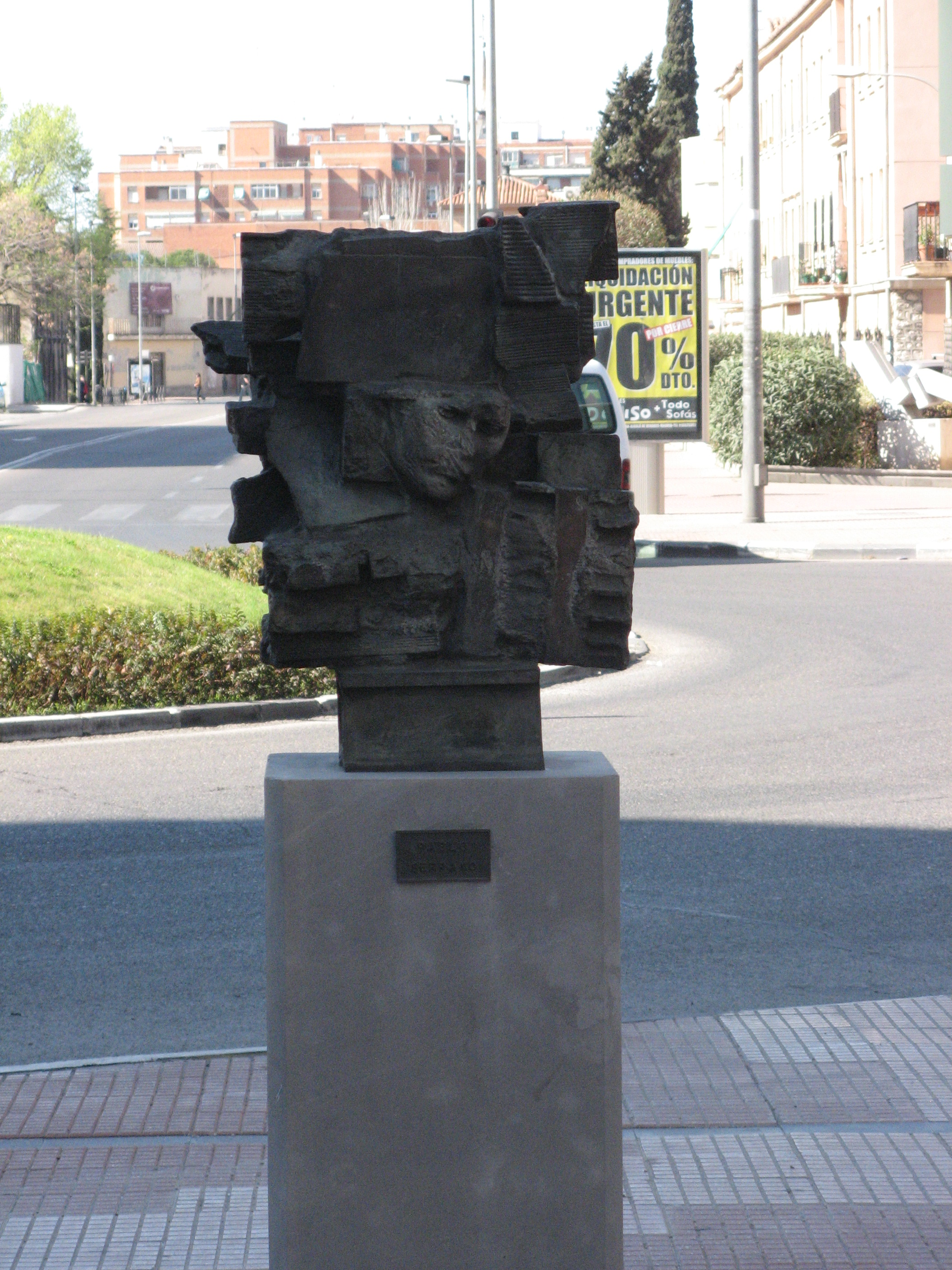
Trabalho no Museu de Escultura ao Ar Livre de Alcala de Henares.

Museu Nacional Centro de Arte Reina Sofía, Madri 
Fundação Juan March, Madri 
Museu de Escultura ao Ar Livre da Castelhana, Madri 
Fundação AENA, Madri 
Fundação dos Caminhos-de-ferro Espanhóis, Madri 
Colecção do Congresso dos Deputados, Madri 
Biblioteca Nacional, Madri 
Real Academia de San Fernando, Madri 
Museu de Escultura ao Ar Livre de Alcalá de Henares, Madri 
Museu de Belas Artes, Bilbao 
ARTIUM Centro Museu Basco de Arte Contemporâneo, Vitoria 
Museu de Arte Abstracto Espanhol, Cuenca 
Museu Picasso, Málaga 
Museu Do Património Municipal, Málaga 
Museu de Arte Contemporâneo, Sevilla 
CAAM, Centro Atlántico de Arte Moderno, As Palmas 
MACA, Museu de Arte Contemporâneo, Alicante 
Museu Pablo Serrano, Zaragoza 
CDAN, Centro de Arte e Natureza, Huesca 
É Baluard, Museu de Arte Moderno e Contemporâneo, Palma 
Colecção do Banco de Santander 